# Haid (Gemeinden Bad Hall, Kremsmünster)
Haid ist ein Ort in der Stadtgemeinde Bad Hall und in der Marktgemeinde Kremsmünster in Oberösterreich.
Der Weiler liegt zwischen Kremsegg und Hehenberg im Traun-Enns-Riedelland und bestand früher aus zwei Orten, dem Ort Haide im Westen und dem Ort Häusln im Osten, zwischen denen die Bezirksgrenze verlief. Formal ist Haid ein Bestandteil der Streusiedlung Hehenberg, die ebenso zweigeteilt ist und im Westen in Kremsmünster und im Osten in Bad Hall liegt.